# Ketoza (šećer)
Ketoza je šećer koji sadrži jednu ketonsku grupu po molekulu.
Sa 3 atoma ugljenika, dihidroksiaceton je najjednostavniji od svih ketoza i jedini molekul iz ove grupe bez optičke aktivnosti. Ketoze mogu da se izomerizuju u aldoze kad je karbonilna grupa locirana na kraju molekula. Takve ketoze su redukujući šećeri.

## Kvalitativne reakcije
Generalna kvalitativna reakcija za ketoze je Selivanofov test.

## Literatura
- Lindhorst, Thisbe K. (2007). Essentials of Carbohydrate Chemistry and Biochemistry (1. изд.). Wiley-VCH. ISBN 978-3-527-31528-4.
- Robyt, John F. (1997). Essentials of Carbohydrate Chemistry (1. изд.). Springer. ISBN 978-0-387-94951-2.